# Clathrozoon wilsoni
Clathrozoon wilsoni är en nässeldjursart som beskrevs av Spencer 1891. Clathrozoon wilsoni ingår i släktet Clathrozoon och familjen Clathrozoidae. Inga underarter finns listade i Catalogue of Life.